# Baronía de Monte Villena
La baronía de Monte Villena es un título nobiliario español creado el 5 de marzo de 1792 por el rey Carlos IV de España a favor de María del Pilar Melo de Portugal y Heredia, X marquesa de Rafal y condesa consorte de Vía Manuel.
El título se creó con la denominación de «baronía del Monte», que fue cambiada su denominación el 2 de julio de 1896 por la actual de «baronía de Monte Villena», siendo el primer barón con esta denominación Arturo Pardo y Manuel de Villena.

## Barones del Monte/de Monte Villena
|                                 | Titular                                             | Periodo                |
| Creación por Carlos IV          | Creación por Carlos IV                              | Creación por Carlos IV |
| Barones del Monte               | Barones del Monte                                   | Barones del Monte      |
| ------------------------------- | --------------------------------------------------- | ---------------------- |
| I                               | María del Pilar Melo de Portugal y Heredia          | 1792-1835              |
| Rehabilitación por Alfonso XII  |                                                     |                        |
| II                              | Enrique Manuel de Villena y Álvarez de las Asturias | 1872-1875              |
| Rehabilitación por Alfonso XIII |                                                     |                        |
| Barones de Monte Villena        |                                                     |                        |
| Denominación de Alfonso XIII    |                                                     |                        |
| III                             | Arturo Pardo y Manuel de Villena                    | 1896-1907              |
| IV                              | Carlos Pardo-Manuel de Villena y Jiménez            | 1908-1942              |
| V                               | María Isabel Pardo-Manuel de Villena y Verástegui   | 1951-1994              |
| VI                              | Julio de Prado y Pardo-Manuel de Villena            | 1994-actual titular    |

## Historia de los barones del Monte/de Monte Villena
- María del Pilar Melo de Portugal y Heredia (m. 24 de agosto de 1835[4]), I baronesa del Monte[5] y X marquesa de Rafal, grande de España.[2] Era hija de Pablo Antonio Melo de Portugal y de la Rocha-Calderón, IV marqués de Vellisca, grande de España, y de su segunda esposa, Antonia María de Heredia y Rocamora, viuda de Juan María del Castillo y Horcasitas y VIII marquesa de Rafal, grande de España, y otros títulos.[6]

Casó, el 6 de abril de 1790, con José Manuel de Villena y Fernández de Córdoba (m. 28 de agosto de 1821), V conde de Vía Manuel, grande de España, XIII señor de Cheles y mariscal de campo. Sucedió su bisnieto en 1872:
Rehabilitado en 1872:
- Enrique Manuel de Villena y Álvarez de las Asturias (13 de julio de 1852-25 de mayo de 1875), II barón del Monte,[7] VIII conde de Vía Manuel[3] y XII marqués de Rafal, dos veces grande de España.[4].

En 20 de julio de 1896, sucedió su sobrino:
Rehabilitado en 1896 con nueva denominación:
- Arturo Pardo y Manuel de Villena (Madrid, 27 de marzo de 1870-Baños de Panticosa, 16 de julio de 1907),[8] III barón de Monte Villena,[9] I duque de Arévalo del Rey, grande de España,[10][11] gentilhombre de cámara con ejercicio y servidumbre, senador, diputado a Cortes y maestrante de Zaragoza.[8]

Casó, siendo su primer marido, el 30 de junio de 1893, con María del Consuelo Jiménez y Arenzana, III marquesa de Casa Jiménez y III vizcondesa de Torre Almiranta. Le sucedió su hijo en 1908:
- Carlos Pardo-Manuel de Villena y Jiménez (Madrid, 20 de febrero de 1900-1945), IV barón de Monte Villena,[12] II duque de Arévalo del Rey[10][13] y X conde de Vía Manuel, dos veces grande de España.

Casó el 14 de julio de 1923, en San Sebastián, con María de la Soledad Verástegui y Carroll. Le sucedió su hija en 1951:
- María Isabel Pardo-Manuel de Villena y Verástegui, V baronesa de Monte Villena.[14]

Casó con Julio Prado y Colón de Carvajal, V conde de la Conquista. Le sucedió, por cesión, en 1994, su hijo:
- Julio de Prado y Pardo-Manuel de Villena, VI barón de Monte Villena.[15]

Casó con Verónica Diez Dibós.